# Civil Twilight
Civil Twilight južnoafrički je sastav alternativnog rocka. Osnovan je 2005. u Cape Townu. Čine ga braća Andrew i Steven McKellar, Richard Wouters i Kevin Dailey. Objavio je tri studijska albuma: Civil Twilight (2009.), Holy Weather (2012.) i Story of an Immigrant (2015.).

## Karijera

### Početci (1996. – 2005.)
Civil Twilight osnovan je 1996. kao tročlana skupina nadahnuta glazbom izvođača kao što su The Police, U2, Muse, Jeff Buckley i Radiohead. Braća Andrew i Steven McKellar odrasla su okružena glazbom; obojica su slušala džez-albume svojega oca i svoju majku kako svira klasičnu glazbu na klaviru. U studenome 1996. Andrew je osnovao sastav s bubnjarem Richardom Woutersom, svojim prijateljem iz srednje škole koji se tek počeo baviti glazbom, a u međuvremenu je otkrio da njegov mlađi brat Steven može pjevati i pisati pjesme. Sva trojica naposljetku su ušla u skupinu i Steven je odlučio naučiti svirati bas-gitaru.

### HumaniCivil Twilight(2005. – 2010.)
Grupa je provela nekoliko godina svirajući u mjesnim crkvama i garažama prije nego što je počela nastupati na lokalnoj sceni. Kad su članovi sastava završili studij, preselili su se u Los Angeles u kolovozu 2005. Ubrzo nakon toga potpisali su ugovor s nezavisnom diskografskom kućom One October, čiji su im članovi pomagali u izradi debitantskog izdanja Human. Taj je uradak objavljen 2007., a neke od pjesama s njega pojavile su se u televizijskim serijama kao što su Tree Hill, Dr. House i Sarah Connor: Kronike. Budući da je to grupu učinilo poznatijom, njezini su se članovi preselili u Nashville i ondje potpisali ugovor s Wind-up Recordsom. Debitantski studijski album Civil Twilight prvotno je trebao biti objavljen 31. ožujka 2009., no zbog problema s rasporedom objava je na neko vrijeme odgođena, pa je naposljetku u Južnoj Africi objavljen 21. srpnja te godine, a u Sjedinjenim Državama objavljen je 6. travnja 2010. "Letters from the Sky", glavni singl s tog albuma, popeo se do 7. mjesta američke ljestvice Alternative Airplay i u prvih je deset mjesta te ljestvice ostao šest mjeseci.

### Holy Weather(2010. – 2014.)
Holy Weather, drugi studijski album grupe, objavljen je 26. ožujka 2012. Neko vrijeme nakon objave tog uratka sastavu se priključio gitarist Kevin Dailey.

### Story of an Immigrant(2015. – danas)
Dana 2. ožujka 2015. Civil Twilight objavio je pjesmu "Story of an Immigrant" i najavio skorašnju objavu istoimena albuma, koji je objavljen tri mjeseca poslije.

## Članovi sastava
- Steven McKellar – vokali, bas-gitara, klavijatura, glasovir
- Andrew McKellar – prateći vokali, gitara
- Richard Wouters – bubnjevi, udaraljke
- Kevin Dailey – prateći vokali, gitara, klavijatura

## Diskografija
Studijski albumi
- Civil Twilight (2009.)
- Holy Weather (2012.)
- Story of an Immigrant (2015.)